# 테야브 아와나
테야브 아와나(아랍어: ذياب عوانة, 1990년 4월 8일 아부다비 ~ 2011년 9월 25일 아부다비)는 아랍에미리트의 축구 선수로, 포지션은 윙어였다. 2007년부터 2011년까지 바니야스 소속으로 뛰었으며 2011년 AFC 아시안컵에서 아랍에미리트 대표팀으로 출전했다.
2011년 9월 25일 아부다비에서 자동차 사고로 사망했다.